# Difusió per web
La difusió per web (en anglès webcasting) és una tecnologia que permet oferir continguts audiovisuals a través d'Internet de forma molt semblant a les emissions de televisió, en el sentit en què es dirigeix a una àmplia audiència potencial que pot incloure qualsevol persona amb accés a Internet. És essencialment broadcasting o radiodifusió tradicional però sobre Internet.
Aquesta tecnologia fa ús del mètode push (o recepció passiva) per a enviar informació a través d'Internet.
En aquest cas, és el servidor el que contacta amb el client per a informar de l'existència de nous continguts.

## Topologies de la difusió web
- Difusió general (broadcast en anglès): S'envia informació conjuntament a tots els nodes de la xarxa.
- Unidifusió (unicast en anglès): S'envia informació tan sols a un usuari.
- Difusió selectiva (multicast en anglès): S'envia informació a múltiples destinacions simultàniament.

La difusió web permet l'actualització, a través de transmissions periòdiques i, generalment, en segon pla, de cert tipus d'informació, com poden ser les últimes notícies, el temps, o altres informacions prèviament seleccionades en la interfície d'usuari (pàgina web, client de correu electrònic, programa de descàrregues, etc.) sense intervenció de l'usuari.

## Origen
Webcasting va ser públicament descrit i presentat per primera vegada per Brian Raila de GTE Laboratories en InterTainment'89, 1989, que es va celebrar a la ciutat de Nova York, EUA. Raila en la seva anàlisi va deduir que un usuari no té necessitat de descarregar la totalitat d'un programa per a veure/escoltar una part d'aquest, sempre que el dispositiu receptor pugui rebre i presentar les dades amb major rapidesa que l'usuari triga a veure-les. Raila va utilitzar el terme buffered per a descriure aquest concepte.
A Raila es van sumar James Paschetto de GTE Laboratories per demostrar encara més el concepte. Paschetto, concretament, va ser responsable del primer prototip funcional de streaming, el qual Raila va presentar i va demostrar en l'Associació de correu de veu d'Europa el 1995, en Montreux (Suïssa).
Alan Saperstein (Visual Data - Ara conegut com a Onstream Media (Nasdaq: ONSM)), va ser la primera companyia a incorporar la funció de transmissió de vídeo al juny de 1993 amb HotelView, una biblioteca de vídeos de viatges, de 2 minuts de duració, amb les propietats de milers d'hotels en tot el món.
El terme webcasting va ser adoptat al començament i durant els primers anys de la dècada del 1990, quan els pioners del webcasting/streaming Mark Cuban (Audionet), Howard Gordon (Xing Technologies), William Mutual (ITV.net) i Peggy Milers (InterVox Communications) es van ajuntar amb una comunitat d'organismes de webcasting per a triar un terme per a descriure la tecnologia de l'enviament d'àudio i vídeo per la xarxa. El terme netcasting fou considerat, però un dels primers membres de la comunitat de webcasting tenia una empresa de propietat anomenada NetCast, pel que aquest terme no es va utilitzar, buscant un nom que no anés el d'una companyia. La paraula utilitzada actualment webcasting va ser adoptada per Daniel Keys Moran en la seva novel·la de 1988 "The Armageddon Blues".
Connecting Media va ser una de les primeres empreses a fer webcasting en viu utilitzant una IFP Van especial (Internet Mòbil Production) dedicat al webcasting.
En 1995, diversos membres de l'equip de Webcast Solutions van fundar MediaCast. A partir la 1995 a 1997, MediaCast va produir molts webcasts importants per a la comunitat corporativa i la indústria de la música per als clients tals com Mercury, Capitol, Atlantic i Bluenote Records. MediaCast era considerada l'organització del webcast amb més de 60 webcasts importants en l'època. En la primavera de 1998, dos dels fundadors de MediaCast van prendre la seva extensa experiència en webcasting i van crear a una companyia dedicada a facilitar comunicacions, comerç, educació, i hostalatge per a organitzacions a tot el món. Webcast Solutions, Inc. És el resultat de vuit anys de treball dur dels pioners de la indústria del webcasting.

## Funcionament
L'usuari d'un servei de webcasting ha de fer alguna cosa inicialment: una petició, una subscripció o l'ús d'algun programari que faci aquestes funcions per ell. A partir d'aquest moment és quan el webcasting es comença a semblar als mitjans de difusió tradicionals, en el sentit en què un usuari no ha de configurar res una vegada s'ha sintonitzat amb una estació de difusió de ràdio o de televisió i ha començat a rebre un servei.
El webcasting utilitza la tecnologia de streaming per a tenir una sola font de contingut i distribuir-lo a molts usuaris. Els continguts poden ser bé en directe, simultanis a altres mitjans, o a partir de continguts audiovisuals prèviament arxivats.
Quan es fa l'emissió per Internet a un grup concret de receptors, s'està fent ús de la tecnologia de difusió selectiva (multicasting). Essencialment, la difusió selectiva és una extensió dels protocols TCP/IP d'Internet que permet que diferents usuaris comparteixin un flux de dades, de manera que s'evita la duplicació en l'enviament de continguts i s'augmenta l'eficiència i el rendiment de les xarxes de comunicacions. Les companyies de webcasting van assenyalar que la tecnologia de difusió selectiva va permetre en la seva primera implementació comercial que 50.000 usuaris accedissin simultàniament a serveis de difusió de continguts en xarxa, i que ho puguin fer diàriament entre 10 i 15 milions d'usuaris.
Sovint, tal com han practicat durant dècades els canals tradicionals d'informació, els canals que emeten pel web insereixen anuncis al començament de les emissions. Aquest fet, al marge de proporcionar uns ingressos als canals, permet que en les successives vegades que es visioni un anunci, el contingut que realment es vulgui visionar vagi descarregant-se del web generant uns segons de guarda (ús de la tècnica buffer) que contribuiran a fer el visionat més fluid.

## Serveis
Utilitzant una eina específica, un usuari pot emetre per Internet contingut utilitzant només una càmera web i un ordinador portàtil amb una connexió a Internet de banda ampla. Aquest fet ha permès florir a mitjans de comunicació independents. Hi ha molts programes independents notables que emeten regularment continguts en línia, sovint produïts per persones anònimes des de les seves llars, que abasten molts interessos i temes. La difusió per web entorn dels ordinadors, com la tecnologia i les notícies són especialment populars i molts programes nous s'afegeixen regularment. Les lleis ofereixen llicències específiques de webcasting, per tal de portar-lo a terme utilitzant material amb drets d'autor.

### Tipus de serveis
- Biblioteca audiovisual sota demanda: El primer tipus de servei ho constitueixen les biblioteques audiovisuals sota demanda. La seva característica essencial és la incorporació de capacitats multimèdia basades en webcasting dintre de pàgines web estàtiques. D'aquesta forma, un usuari pot descarregar continguts audiovisuals sota demanda. Un exemple és la descàrrega des d'un servidor d'un videoclip per a ser visionat en el moment o en un moment posterior. Existeix un gran nombre de companyies que utilitzen aquests serveis dintre d'una estratègia de comerç electrònic o d'informació audiovisual per als seus usuaris.

- Webcasting en directe de continguts audiovisuals: Es distingeix de la resta perquè la difusió del contingut audiovisual es fa en directe. Moltes companyies de ràdio i televisió, tenen serveis tant com del tipus anterior, programes, entrevistes, resums arxivats, com emissions webcasting en directe.

- Serveis de subscripció: Un altre grup són els serveis de subscripció a canals d'informació basats en la tecnologia push, cada dia més populars. La idea és que una vegada subscrit a un cert canal d'informació, amb tot el grau de personalització que es demani, l'usuari no hagi de fer res per a rebre els continguts més interessants. Des que va aparèixer en 1996 el servei pioner de Pointcast, que permet convertir el salvapantalles en una font amb valuosa informació, totes les companyies punteres de la xarxa, com Microsoft particularment, s'han apressat a desenvolupar la seva pròpia tecnologia push (o canals d'informació propis).

- Serveis de tipus "agents intel·ligents": Poden veure's com una extensió dels anteriors serveis amb tecnologia push, on l'usuari té un nivell més d'autonomia per a definir el perfil detallat de la informació que vol baixar de la xarxa. A més de cercadors automàtics d'informació per la xarxa, són populars els agents intel·ligents Netbots que proveeixen informació de suport per al comerç electrònic en la xarxa, és a dir, busquen l'oferta d'un producte, comparen preus i ofereixen una informació a l'usuari classificada per les seves preferències establertes prèviament. Dintre d'aquest apartat també es trobarien els agents en forma de metabuscadors, és a dir, cercadors personalitzats que utilitzen a altres cercadors per a obtenir tota la informació possible de la xarxa.

## Exemples
Existeixen nombroses tecnologies per al streaming disponibles a Internet. La possibilitat d'un accés a Internet de banda ampla dona ales a un nou canal de distribució per a les empreses de comunicació tradicionals. Per això, molts serveis tradicionals com la ràdio o la televisió, tenen la seva versió a la xarxa a través de webcasting.
Alguns exemples de la utilització del webcasting són: 
- En el sector comercial: El webcasting permet assistir a importants esdeveniments i reunions sense sortir de l'oficina, tals com presentacions als inversionistes d'una empresa, conferències de premsa, seminaris, etc.

- En el camp formatiu: Cursos de capacitació en línia o aprenentatge electrònic.

- En la radiodifusió: Pràcticament tots els grans organismes de radiodifusió tenen un webcasting de les seves produccions. BBC, CNN, AL Jazeera i Ràdio Vaticà són uns exemples.

- En la televisió: Molts canals de televisió, sobretot de prepagament (payperview en anglès), emeten a través de webcasting amb contractes i serveis amb els operadors d'Internet.

- En esdeveniments públics: Existeixen pàgines web que ofereixen emissions en directe d'esdeveniments públics, ampliant l'audiència a qualsevol persona que tingui una connexió a Internet. Els primers exemples notables són de setembre de 1999, quan va tenir lloc una emissió per Internet amb motiu de NetAid, un projecte per a promoure l'ús d'Internet en els països més pobres del món. Tres concerts de gran format es van difondre simultàniament per la BBC, la MTV i Internet. Un a Londres, altre a Nova York i altre a Gènova. Més recentment, Live8 (AOL) va rebre entorn de 170.000 espectadors i la BBC al voltant de la mateixa quantitat en el dia dels atemptats de Londres el 7 de juliol de 2005. El creixement del tràfic de webcasting s'ha duplicat, any rere any, des de 1995, i està directament relacionat amb la penetració de la banda ampla.